# Zyber Lisi
Zyber Lisi (ur. 1 stycznia 1919 w Tiranie, zm. ?) – albański piłkarz.